# Jos Stoffels
Jos Stoffels (Holtum, 1951) is een Nederlands muziekpedagoog, dirigent, arrangeur, instructeur, muziekuitgever en slagwerker.

## Levensloop
Stoffels begon als slagwerker bij het Muziekgezelschap Juliana Holtum en kreeg aan de muziekschool van Geleen les van Jan Pustjens, later slagwerker bij het Koninklijk Concertgebouw Orkest (KCO) Amsterdam. Op 15-jarige leeftijd werd hij instructeur in Nattenhoven.
Na de middelbare school ging hij naar het Conservatorium Maastricht en studeerde daar af als slagwerker en HaFa-dirigent. Hij was slagwerker bij het Limburgs Symfonie Orkest en het Brabants Orkest. Hij werd ook docent aan de Muziekschool te Eindhoven.
Zijn dirigent-carrière begon hij in 1977, na zijn diensttijd bij het Trompetter Korps der Artillerie. Als dirigent behaalde hij veel grootste momenten: landskampioenschappen bij de Federatie van Katholieke Muziekbonden in Nederland (FKM), en zelfs wereldkampioenschap fanfare op het Wereld Muziek Concours (WMC) in 1985 met de Koninklijke Fanfare "Concordia", Ulestraten. Hij was vanzelfsprekend ook dirigent van andere topkorpsen, zoals Fanfare "St. Joseph", Pey, van het Reünie Orkest Limburgse Jagers, van 1987 tot 2002 van de Fanfare St. Cecilia Bocholtz, van de Koninklijke Fanfare Maasoever Kessel (Limburg), van de Fanfare St. Cecilia Hunsel, van het Koninklijk erkend Gemonds Fanfarekorps Sint-Lambertus, van 1982 tot 1983 van de Harmonie St. Cecilia Geulle, van 1995 tot 2006 Muziekvereniging St. Hubertus Hegelsom, van 2006 tot heden ook van fanfare Ellona uit Ell,van de drumband St. Hubertus Nattenhoven, van 1992 tot 1993 van de drumband van de Harmonie St. Cecilia Grevenbicht-Papenhoven, van de Drumfanfare Animato Heel. Hij is ere-dirigent van de Fanfare St. Cecilia Bocholtz en Koninklijke Fanfare Maasoever Kessel.
In 1992 richtte hij een muziekuitgave op, waar - naast zijn eigen werken - composities en bewerkingen van Jeu Weijers, Léon Adams, Jouke Hoekstra en Danny Oosterman uitgegeven worden.